# Ruta 178
La Ruta 178 es una Carretera Chilena que abarca la región del Bíobío en el Sur de Chile. La Ruta se inicia en el cruce del Bypass de Los Ángeles y finaliza en el sector Iansa, en la comuna de Los Ángeles.

## Áreas Geográficas y Urbanas
- Ruta 180
- kilómetro 00 Comuna de Los Ángeles.
- kilómetro  Sector Iansa, Los Ángeles
- Av. Vicuña Mackenna

## Sectores de la Ruta
- Bypass Los Ángeles·Los Ángeles Carretera Pavimentada.[1]

## Autopista de Nahuelbuta
Debido al gran flujo vehicular producido alrededor de las 8 de la mañana y las 7 de la tarde, se ha propuesto la creación de una autopista de doble calzada que uniría Los Angeles con Angol. Actualmente, ha generado cierto malestar entre los habitantes que se desplazan a diario, aunque otros grupos defienden la implementación debido a que la ruta no es apta para todo el tránsito que esta tiene.
- Datos: Q21003163